# 奥伦多夫
奥伦多夫（德語：Aulendorf，發音：[ˈaʊləndɔʁf] ⓘ）是德国巴登-符腾堡州蒂宾根行政区拉芬斯堡县的城市，面积52.34平方千米，2023年12月31日人口为10,422人。

## 友好城市
- 法國 乌什地区孔什